# Aleksandr Ivanovič Vvedenskij
Aleksandr Ivanovič Vvedenskij (in russo Александр Иванович Введенский?; San Pietroburgo, 23 novembre (6 dicembre secondo il calendario gregoriano) 1904 – Charkiv, 20 dicembre 1941) è stato un poeta e drammaturgo russo.

## Biografia
Aleksandr Vvedenskij partecipò all'ultima avanguardia artistica nella storia dell'Unione Sovietica: OBĖRIU (ОБЭРИУ), acronimo di Ob'edinenie Real'nogo Iskusstva ("Associazione dell'Arte Reale"), la cui attività, a Leningrado, fu circoscritta alla seconda metà degli anni Venti.

### L'infanzia e gli studi
Aleksandr Ivanovič Vvedenskij nacque a Leningrado il 23 novembre (6 dicembre secondo il calendario gregoriano) 1904. Il padre, Ivan Viktorovič (1870-?), era un funzionario statale. La madre, Evgenija Ivanovna (1876-1935), aveva nobili origini ed era ginecologa. Secondo la moglie, Anna Semenovna Ivanter, Vvedenskij era in buoni rapporti con la madre e sosteneva che il padre fosse un uomo chiuso e completamente diverso. La famiglia viveva in via S'ezžinskaja, Peterburgskaja storona, zona della città a cui il poeta fu legato per tutta la vita. Vvedenskij aveva tre fratelli: Vladimir (1906-1970), che prima della rivoluzione fu perseguitato per motivi politici, era avvocato e morì negli anni Settanta; le sorelle Evlanija (1909-1925 ca.), che scriveva poesie, ed Evgenija (1908-1945 ca.) morirono entrambe di tubercolosi.
I due fratelli entrarono – Aleksandr nel 1914 – nel corpo dei cadetti Nikolaev di Pietroburgo (Peterburgskij Nikolaevskij kadetskij korpus). Tuttavia, i genitori non destinarono i due figli maschi alla carriera militare, preoccupati per il protrarsi della prima guerra mondiale.
Il 4 maggio di quello stesso anno Vvedenskij venne ammesso alla quarta classe del ginnasio alla scuola di L. D. Lentovskaja e finì il liceo nel 1921. Gli insegnanti definirono Vvedenskij uno studente “promettente, portato, ma eccessivamente chiacchierone con l'insegnante […] curioso, ma non indipendente nei giudizi e superficiale”.
Tra le opere giovanili è il poema scritto con V. Alekseev, Byk Buddy ("Il toro di Budda"), parodia del futurismo; nel modulo di iscrizione all'Unione Panrussa dei Poeti (Vserossijskij sojuz poetov) compilato nel 1924 Vvedenskij si collocò proprio tra i futuristi. Fu il membro più giovane dell'Unione. Lo stesso anno scrisse una manciata di poesie proprio per l'Unione dei Poeti.
Subito dopo la fine del liceo Vvedenskij trovò lavoro come impiegato presso l'ufficio contabilità per la costruzione di Utkina Zavod’, la centrale elettrica dell'omonima località a sud-est di Pietroburgo, che alla fine dei lavori avrebbe preso il nome di Krasnyj Oktjabr’ ("Ottobre Rosso"). Fu il suo stage, grazie al quale ottenne l'accesso alla Facoltà di Giurisprudenza; tuttavia, non portò mai a termine gli studi. Si innamorò di Tamara Aleksandrovna Mejer; i due si sposarono, ma nel 1931 la donna lo avrebbe lasciato.
I suoi contatti col mondo dell'arte si fecero più intensi: a metà anni Venti conobbe Igor’ Terent’ev. Il regista e drammaturgo, legato al futurismo, era a capo del dipartimento di fonologia dell'INCHUK, l'Istituto di Cultura Artistica (Institut chudožestvennoj kul'tury) diretto dal pittore Kazimir Malevič. Vvedenskij e Terent'ev leggevano a coloro i quali lavoravano all'INCHUK alcune sequenze di parole, cercando di stabilire corrispondenze tra i testi e le loro espressioni pittoriche.

### L'amicizia con Charms e la preistoria di OBĖRIU
Nell'estate del 1925 Vvedenskij fu invitato a una lettura di poesie da alcuni giovani artisti e andò all'incontro con l'amico e collega Jakov Druskin; lì i due conobbero Daniil Ivanovič Juvačev, in arte Daniil Charms, e in breve lo invitarono nel loro piccolo gruppo. Di lì a poco entrò nel gruppo anche Leonid Lipavskij, al quale Vvedenskij dedicò in quel periodo la poesia Galuška (i galuški sono una pietanza ucraina simile agli gnocchi). Presto iniziò a partecipare alle loro riunioni anche Nikolaj Olejnikov. Si incontravano due o tre volte al mese a casa di Lipavskij o di Druskin.
Nel 1926 l'amicizia tra Charms e Vvedenskij si fece più profonda, sia sul piano personale che su quello artistico. Vvedenskij dedicò a Charms la poesia Ostrižen skopom Rotislav ("Rotislav è tutto tagliato"), mentre questi nel 1929 avrebbe scritto tra i suoi appunti che riteneva Vvedenskij uno dei suoi maestri. Inoltre, i due iniziarono a chiamarsi činari: Charms si definì činar'-vziral'nik ("činar’-contemplatore") e Vvedenskij činar'-avto-ritet bessmyslicy ("činar’-auto-rità del nonsenso"). Il neologismo činar’, coniato da Vvedenskij, deriva dall'unione di čin, che significa "grado, rango", e -ar’, che indica "professione o mestiere": una traduzione del termine potrebbe essere "uomini di rango", dove si intende un elevato rango spirituale. Druskin, Lipavskij e Olejnikov erano già stati battezzati činari da Vvedenskij.
Insieme con Charms, Vvedenskij partecipò a svariati progetti, come la raccolta immaginista Neobyčajnye svidenija druzej ("Straordinari incontri di amici") e le raccolte Sobranie stichotvorenij ("Raccolta di poesie") e Коster ("Il falò") con l'Unione dei Poeti. Il primo gruppo al quale Vvedenskij e Charms si unirono fu quello dell’Orden zaumnikov ("Ordine degli Zaumniki") di Aleksandr Tufanov.
Nell'autunno del 1926, entrati a far parte del gruppo teatrale Radiks, i činari realizzarono l'opera teatrale che lasciava molto spazio all'improvvisazione Moja mama vsja v časach ("Mia mamma è tutta un orologio"), il cui titolo proveniva da un'opera di Vvedenskij andata perduta. Per le prove i membri di Radiks ricorrevano alla Belyj zal ("Sala bianca") dell'INCHUK; tra ottobre e novembre ebbero luogo sette anteprime, poi l'attività di Radiks si interruppe e l'INCHUK dovette chiudere dopo la diffusione di un articolo che accusava i suoi membri di attività controrivoluzionaria.

### OBĖRIU, l'Associazione dell'Arte Reale
Nell'autunno del 1927 il direttore del Dom Pečati ("Casa della Stampa"), N. Baskakov, propose ai činari di entrare a far parte di una delle sezioni sotto la sua direzione. Il nuovo nome del gruppo, che significa Ob'edinenie Real'nogo Iskusstva ("Unione dell'Arte Reale"), fu l'acronimo OBĖRIU, mentre i suoi componenti si sarebbero chiamati obėriuty.
Nel manifesto di OBĖRIU, pubblicato in Afiši Doma pečati ("Annunci della Casa della Stampa") nel 1928, Vvedenskij comparì come “il più a sinistra della nostra unione”, colui che “fa a pezzi l'oggetto, ma non per questo l'oggetto perde la sua concretezza”; “come risultato […] ottiene l'apparenza dell'assurdo” e la sua poetica sarebbe orientata alla “collisione dei significati verbali.” In questo periodo, sotto la direzione di Samuil Maršak, Olejnikov aveva organizzato a Leningrado la rivista infantile “Ež” (“Il riccio”, 1928-35), ne era diventato redattore e vi aveva introdotti Charms e Vvedenskij, mentre lo stesso Maršak aveva dato loro l'opportunità di pubblicare per la rivista “Čiž” (“Il lucherino”, 1930-41). Tra gli anni Venti e Trenta Vvedenskij avrebbe pubblicato circa trenta libretti di poesie e racconti e, trattandosi dell'unico mezzo di sostentamento, avrebbe lavorato nell'editoria infantile sino alla fine dei suoi giorni. Infatti l'assurdo, “Impensabile nella letteratura sovietica per gli adulti, […] era tollerato sotto forma di gioco infantile.”
L'attività del gruppo consisteva nella realizzazione di spettacoli teatrali e di varietà che ricevettero subito il giudizio negativo della critica ufficiale. Tuttavia, gli obėriuty continuarono a organizzare serate teatrali per altri due anni, durante i quali le poesie di Vvedenskij, sempre pronto agli scandali, si rivelarono le più provocanti.

### L'arresto
Negli anni 1929-30 una serie di giudizi lapidari da parte della critica ufficiale mise fine all'attività teatrale di OBĖRIU. Il 10 dicembre 1931 Vvedenskij fu arrestato mentre si trovava sul treno per Mosca. Secondo il verbale reso pubblico dal KGB nel marzo del 1991 (si tratta di una versione parziale, perché sinora non è mai stata consentita la visione del testo integrale), Vvedenskij sarebbe stato monarchico e membro di un gruppo antisovietico di letterati, che avrebbe introdotto con l'inganno idee politicamente ostili nella letteratura infantile. Inoltre, avrebbe diffuso illegalmente opere letterarie antisovietiche.
Sin dal secondo giorno di prigionia Vvedenskij soffrì di allucinazioni uditive, testimonianza delle quali sono le note raccolte in Seraja tetrad’ ("Il quaderno grigio"), l'unico scritto in cui l'autore parlò della propria poetica. Il 21 marzo 1932 fu rilasciato, ma per tre anni non avrebbe potuto mettere piede in ben 16 luoghi dell'Unione sovietica. Risalgono a questi anni alcune tra le sue migliori opere, come Krugom vozmožno Bog ("Intorno forse Dio"), “Mne žalko, čto ja ne zver'...” (“Mi dispiace di non essere una belva…”; intitolata dall'autore anche Kover Gortenzija, "Tappeto ortensia") e Priglašenie menja podumat’ ("Invito a pensarmi").
Nel 1936 la vita di Vvedenskij cambiò radicalmente: a Char’kov, in Ucraina, dove andò a fine estate per questioni legate alla letteratura infantile, incontrò G. B. Viktorova, che sarebbe diventata sua moglie. I due vissero per qualche tempo nel Caucaso, poi tornarono a Char'kov, dove vissero – con il figlio Petja – tra non poche difficoltà finanziarie sino alla morte del poeta.

### La morte
Nel settembre del 1941 i tedeschi si stavano avvicinando a Char'kov e la popolazione doveva evacuare il villaggio. Alcuni militari arrivarono a casa del poeta e, non trovandolo in casa, ordinarono che il giorno dopo si facesse trovare sul posto. Il 27 settembre i militari tornarono, perquisirono l'appartamento e arrestarono Vvedenskij. Si trattava di un arresto preventivo nei confronti dei sospetti o di coloro che erano già stati arrestati. Il 20 dicembre è la data di morte meramente indicativa riportata nei documenti di riabilitazione.

## La fortuna
Vvedenskij scrisse nella seconda metà degli anni Venti e durante tutti gli anni Trenta, quando letterati, poeti e prosatori dovevano professare assoluta fedeltà ai dettami dell'ideologia sovietica. Con il I Congresso dell'Unione degli Scrittori dell'Unione Sovietica (Mosca, 17 agosto-1º settembre 1934) fu stabilito che l'intellettuale doveva essere “ingegnere di anime” e votarsi al realismo socialista, altrimenti sarebbe stato considerato un traditore, soggetto alla persecuzione e all'esilio.
Per questi motivi Vvedenskij poté essere conosciuto in vita quasi esclusivamente come autore per l'infanzia. Infatti, oltre alle raccolte di poesie e racconti per bambini, le pubblicazioni in “Ež” e “Čiž” e le traduzioni in russo delle fiabe dei fratelli Grimm, Vvedenskij riuscì a pubblicare soltanto la poesia Načalo poemy ("Inizio del poema", 1926), comparsa in Sobranie stichotvorenij. Sbornik Leningradskogo otdelenija Vserossijskogo sojuza poetov ("Raccolta di poesie. Miscellanea della sezione leningradese dell'Associazione panrussa dei poeti", L., 1926) e i versi “No vopli trudnych angličan…” (“Ma gli urli degli inglesi schizzinosi…”, 1927), che sono in realtà una parte del poema Minin i požarskij ("Minin e Požarskij", 1926) e comparvero nell'almanacco Koster ("Il falò", L., 1927).
Dopo l'arresto e la morte di Charms e Vvedenskij (1941), Druskin – nel bel mezzo di una Leningrado assediata – raggiunse la casa di Charms e lì incontrò la moglie del poeta, che consegnò a Druskin una valigia contenente manoscritti di Charms e di Vvedenskij. Per quindici anni Druskin non toccò la valigia e soltanto negli anni Cinquanta si decise ad aprirla. Fu così che nei primi anni Sessanta nacquero i primi studi su Vvedenskij e su Charms.
Con la fine della Guerra Fredda (1989) e lo sfaldamento dell'Unione Sovietica (1991) iniziò un processo di recupero e riscoperta del passato letterario sovietico, grazie anche all'apertura degli archivi e alla pubblicazione di materiali fino ad allora censurati. Così furono pubblicati alcuni scritti di Druskin – risalenti agli anni Settanta – su OBĖRIU e su Vvedenskij. Gli studi russi su OBĖRIU e su Vvedenskij continuarono a svilupparsi durante tutti gli anni Novanta, quando anche le loro opere vennero finalmente pubblicate.
Le prime traduzioni in italiano di alcune opere di Vvedenskij risalgono al 1979, quando Serena Vitale presentò per la prima volta al pubblico italiano il dramma Natale a casa Ivanov e le liriche “Ma gli urli degli inglesi schizzinosi…” e L'ospite sul cavallo (all'epoca inedita in Urss). Una scelta di opere di Vvedenskij tradotte in italiano si trova nella rivista elettronica “eSamizdat” (2007) , insieme con il testo dell'opera teatrale Natale a casa Ivanov tradotto da Vitale.

## Principali opere letterarie
- «И я в моём тёплом теле...» (I ja v moem teplom tele…, E io nel mio tiepido corpo…), 1920
- «На набережной болтаются...» (Na naberežnoj boltajutsja…, Sul lungofiume dondolano…), 1920
- Стихи из цикла Дивертисмент (Stinchi iz cikla ‘Divertissement’, Poesie dal ciclo ‘Divertissement’), 1920
- В ленинградское отделение сВсероссийского союза поетов 10 стихов александроговведенского (V leningradskoe otdelenie Vserossijskogo sojuza poetov 10 stichov aleksandrogovvedenskogo, Nella sezione di Leningrado dell'Unione Panrussa dei Poeti 10 poesie di aleksandrvvedenskij), 1924
- Парша на отмели (Parša na otmeli, La tigna sulla secca), 1924
- ПоЛоТЕрам или ОНАНистАм (PoLoTEram ili ONANistАm, Ai ViZIosi o ai MASTURBatoRi), 1924
- Галушка (Galuška), 1925
- Отрывок (Otryvok, Brano), 1925
- Острижен скопом Ростислав (Ostrižen skopom Rostislav, Rostislav è tutto tagliato), 1926
- Воспитание души (Vospitanie duši, Educazione dell'anima), 1926
- Начало поэмы (Načalo poemy, L'inizio del poema), 1926
- Минин и Пожарский (Minin i Požarskij, Minin e Požarskij), 1926
- Седьмое стихотворение (Sed'moe stichotvorenie, La settima poesia), 1927
- На смерть теософки (Na smert' teosofki, In morte della teosofa), 1927-28
- Птицы (Pticy, Gli uccelli), 1928
- Ответ богов (Otvet bogov, La risposta degli dei), 1929
- Всё (Vse, Tutto), 1929
- Больной который стал волной (Bol'noj kotoryj stal volnoj, Il malato che divenne un'onda), 1929
- Пять или шесть (Pjat' ili šest', Cinque o sei), 1929
- Две птички, горе, лев и ночь (Dve ptički, gore, lev i noč', Due uccellini, il dolore, un leone e la notte), 1929
- Зеркало и музыкант (Zerkalo i muzykant, Lo specchio e il musicista), 1929
- «Человек весёлый Франц...» (Čelovek veselyj Franz…, Il ragazzo allegro Franz…), 1929-30
- «Снег лежит...» (Sneg ležit…, La neve giace…), 1930
- Святой и его подчинённые (Svjatoj i ego podčinennye, Il santo e i suoi sottoposti), 1930
- Факт, теория и Бог (Fakt, teorija i Bog, Il fatto, la teoria e Dio), 1930
- Битва (Bitva, La battaglia), 1930
- Значенье моря (Značen'e morja, Il significato del mare), 1930
- Кончина моря (Končina morja, La fine del mare), 1930
- Суд ушёл (Sud ušel, Il tribunale se ne andò), 1930
- Кругом возможно Бог (Krugom vozmožno Bog, Intorno forse Dio), 1931
- Куприянов и Наташа (Kuprijanov i Nataša, Kuprijanov e Nataša), 1931
- Мир (Mir, Il mondo), 1931
- Серая тетрадь (Seraja tetrad', Il quaderno grigio), 1932-33
- Гость на коне (Gost' na kone, L'ospite sul cavallo), 1931-34
- Четыре описания (Četyre opisanija, Quattro descrizioni), 1931-34
- Очевидец и крыса (Očevidec i Krysa, Il testimone oculare e il ratto), 1931-34
- Приглашение меня подумать (Priglašenie menja podumat', Invito a pensarmi), 1931-34
- «Мне жалко, что я не зверь...» (Mne žalko, čto ja ne zver'…, Mi dispiace di non essere una bestia…), 1934
- Сутки (Sutki, Ventiquattro ore), 1934
- Потец (Potec), 1936-37
- Некоторое кoличество разговоров (Nekotoroe količestvo razgovorov, Una certa quantità di conversazioni), 1936-37
- Ёлка у Ивановых (Elka u Ivanovych, Natale a casa Ivanov), 1938
- Элегия (Elegija, Elegia), 1940
- Где. Когда. (Gde. Kogda., Dove. Quando.), 1941